# پشته زیارت (رودبار جنوب)
پشته زیارت (رودبار جنوب)، روستایی از توابع بخش جازموریان شهرستان رودبار جنوب در استان کرمان ایران است.

## جمعیت
این روستا در دهستان کوهستان قرار دارد و براساس سرشماری مرکز آمار ایران در سال ۱۳۸۵، جمعیت آن زیر سه خانوار بوده‌است.